# 近翼龙属
近翼龙（学名：Plesiopterys，“plesio”意为“接近”，“pterys”意为“翼”或“翼骨”）是蛇颈龙目已灭绝的一个属，生存于早侏罗世，化石出自德国霍尔茨马登的波西多尼亚页岩。近翼龙被视为包括蛇颈龙在内所有其它蛇颈龙亚目的姐妹群，并被置于蛇颈龙亚目之外。该属唯一已知物种是怀氏近翼龙（Plesiopterys wildi），身长220（7.2英尺），身体与颅骨均相对较小。其具备原始及衍生特征的独特组合，现展示于德国斯图加特州立自然历史博物馆。

## 发现
怀氏近翼龙标本由当地板岩经销商于1893年8月前后在豪尔板岩坑（Haurr slate pit）中发现。该板岩来自上里阿斯的下分区及波西多尼亚-布朗尼-奥佩尔带。板岩商人将标本带给当地的皇家自然历史博物馆出售，政府委托古生物学家戴姆斯（H. W. Dames）对标本进行检查并提出意见和分析。当时德国发现的蛇颈龙化石仅有小块碎片或单个椎骨，用戴姆斯的话说，这也使此标本成为“一流的展览品”。标本原主已将其清修三个月，有一半颅骨从底面露出。巧合的是，大约同一时间，另一件保存完好的双刃鱼龙（Ichthyosaurus biscissus）标本被发现，所以当时德国统治者决定将这两件标本一起检查。此外还批准将怀氏近翼龙以“德皇威廉龙”（Guilelmi imperatoris）之名引入科学界。此术语及其它异名现已不再使用，“怀氏近翼龙”才是该标本的正确名称。由于当时有关蛇颈龙类的资料极为有限，戴姆斯要求由几家古生物收藏的主管将相关标本寄给他，以便进行适当检查及描述。

## 描述

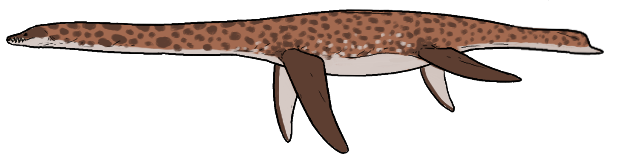
复原图

怀氏近翼龙是种相对较短的蛇颈龙，身长220（7.2英尺），拥有较小头部及身体，四肢及肢带比例类似其它蛇颈龙。

## 分类
怀氏近翼龙是蛇颈龙亚目的姐妹群。

## 古环境
怀氏近翼龙标本SMNS 16812发现于德国霍尔茨马登附近的波西多尼亚页岩，化石时期为托阿尔阶。该地层以鳍龙类化石发现著称，分为几个主要地带：苏维汇-弗兰肯带、约克带、卢森堡带及诺曼带。将该区域分带可用于解释早侏罗世以来蛇颈龙的分布，因为每个物种都被分到各自的地带中。
波西多尼亚页岩出土过大量标本，其中鱼龙类及蛇颈龙类最为丰富。怀氏近翼龙与霍尔茨马登发现的其它几种分类单元共存，包括短鳍鱼龙及豪夫龙。